# Castelões (Guimarães)
Castelões é uma povoação portuguesa do Município de Guimarães que foi sede da extinta Freguesia de Castelões, freguesia que tinha 3,11 km² de área e 310 habitantes (2011), e, por isso, uma densidade populacional de 99,7 hab/km².
A Freguesia de Castelões foi extinta em 2013, no âmbito de uma reforma administrativa nacional, para, em conjunto com a Freguesia de Arosa, formar uma nova freguesia denominada União das Freguesias de Arosa e Castelões com a sede em Arosa.
Entre 1895 e 1898 pertenceu ao concelho (atual município) de Póvoa de Lanhoso.

## Património
- Ponte do Turio[4]

## População
| População da freguesia de Castelões (1864 – 2011) | População da freguesia de Castelões (1864 – 2011) | População da freguesia de Castelões (1864 – 2011) | População da freguesia de Castelões (1864 – 2011) | População da freguesia de Castelões (1864 – 2011) | População da freguesia de Castelões (1864 – 2011) | População da freguesia de Castelões (1864 – 2011) | População da freguesia de Castelões (1864 – 2011) | População da freguesia de Castelões (1864 – 2011) | População da freguesia de Castelões (1864 – 2011) | População da freguesia de Castelões (1864 – 2011) | População da freguesia de Castelões (1864 – 2011) | População da freguesia de Castelões (1864 – 2011) | População da freguesia de Castelões (1864 – 2011) | População da freguesia de Castelões (1864 – 2011) |
| ------------------------------------------------- | ------------------------------------------------- | ------------------------------------------------- | ------------------------------------------------- | ------------------------------------------------- | ------------------------------------------------- | ------------------------------------------------- | ------------------------------------------------- | ------------------------------------------------- | ------------------------------------------------- | ------------------------------------------------- | ------------------------------------------------- | ------------------------------------------------- | ------------------------------------------------- | ------------------------------------------------- |
| 1864                                              | 1878                                              | 1890                                              | 1900                                              | 1911                                              | 1920                                              | 1930                                              | 1940                                              | 1950                                              | 1960                                              | 1970                                              | 1981                                              | 1991                                              | 2001                                              | 2011                                              |
| 348                                               | 345                                               | 335                                               | 391                                               | 404                                               | 453                                               | 386                                               | 434                                               | 495                                               | 575                                               | 494                                               | 457                                               | 411                                               | 363                                               | 310                                               |